# Yes, Norman Productions
Yes, Norman Productions es una productora estadounidense fundada el Beverly Hills, el California, el 2017 por Kaley Cuoco.

## Producciones
- 2019-: Harley Quinn
- 2020-: The Flight Attendant
- TBA: Pretty[4]
- TBA: America's Sweetheart[5]
- TBA: Proyecto de Doris Day sin título[6]